# Французьке вторгнення до Кореї (1866)
Французьке вторгнення до Кореї (фр. Expédition française en Corée; кор. 병인양요, 丙寅洋擾 — Бьоніняньо — «західне втручання року Бенін») — каральна експедиція, здійснена Другою імперією проти корейської держави Чосон у жовтні-листопаді 1866.

## Передісторія
У середині ХІХ століття у Чосоні діяли французькі місіонери, які відкривали школи, створили власну друкарню, безплатно розповсюджували серед населення релігійну літературу. До 1863, за неповними даними, країни налічувалося вже 20 000 корейців-християн. Щоб припинити поширення католицизму, корейський уряд пішов на жорстокі заходи: у січні 1866 страчені дев'ять французьких місіонерів і 10 000 корейців, які прийняли християнство. Це стало приводом для відправлення до Кореї французької ескадри.

## Хід подій
Ескадра відпливла з китайського порту Чіфу, і 16 жовтня висадила десант, який розпочав штурм острова Канхвадо, де розміщувалася літня резиденція корейських ванів, зберігалися національні архіви та бібліотека. Захопивши острів, французи вивезли унікальні цінності, срібло, золоті зливки.
З острова Канхвадо французи почали готувати похід на Сеул. Тим часом корейський уряд оголосив загальну мобілізацію. У дивовижній країні стали стихійно створюватися партизанські загони із представників різних соціальних груп, які прямували до Сеула. З північних провінцій прибули мисливці на тигрів, які славилися як влучні стрільці. Зусиллями армії, місцевого населення та партизанських загонів інтервенти були вщент розбиті в районі Тхонджина і на острові, і в паніці бігли на кораблі. Підкріплення, що прибуло на допомогу французам, також було розбите. Втрати французів становили 3 особи вбитими та близько 30 пораненими.

## Підсумки та наслідки
Викрадені французами на Кванхвадо стародавні документи повернули Кореї лише у 2011.